# بوگومولوفکا
بوگومولوفکا (انگلیسی: Bogomolovka) یک شهرک در شهرستان چیشمینسکی در استان باشقیرستان کشور روسیه است.